# Devenilia taivanensis
Devenilia taivanensis là một loài bướm đêm trong họ Geometridae.